# 終夜運転

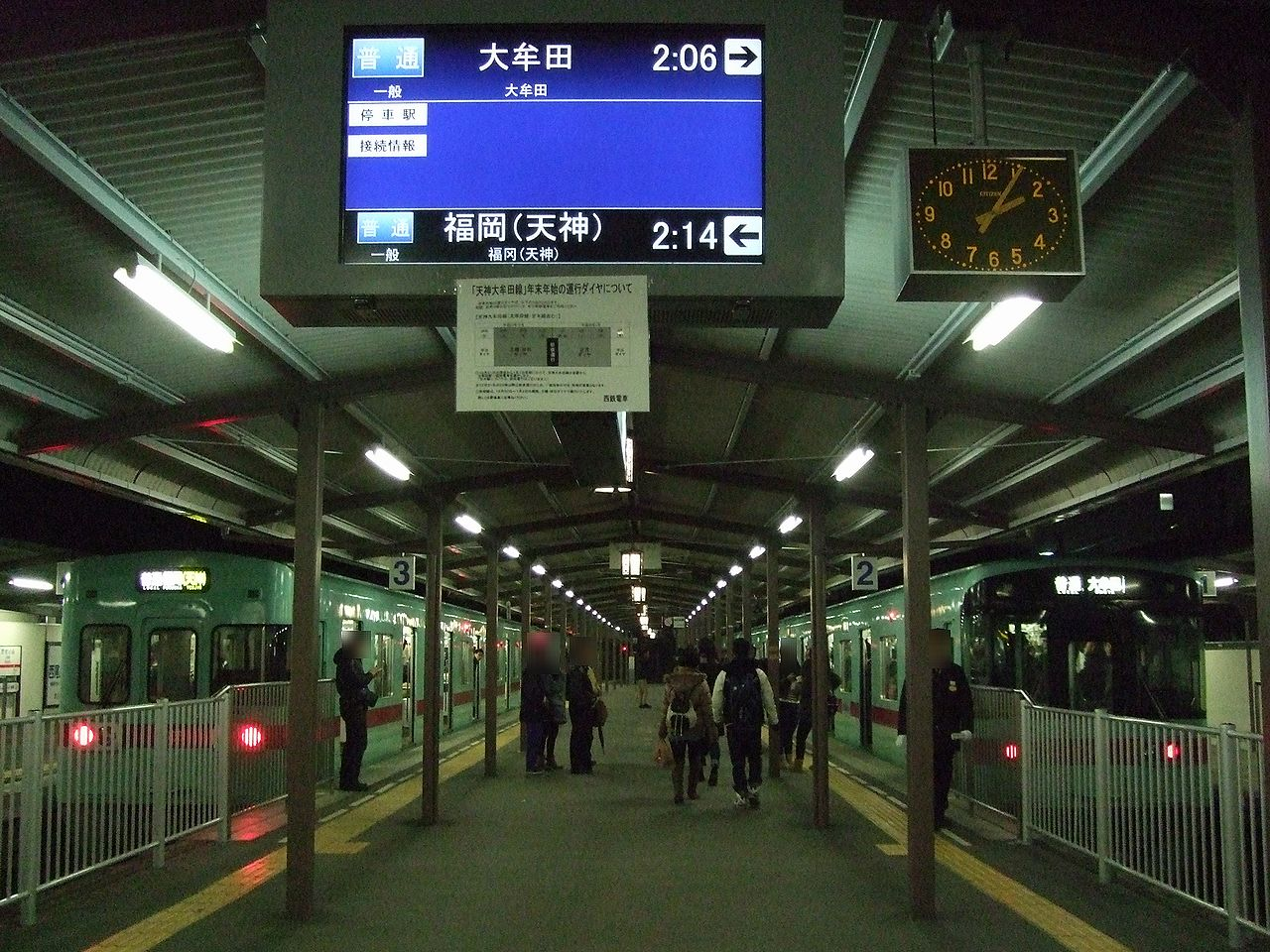
西日本鉄道太宰府駅に停車中の大晦日-元旦の終夜運転列車（2016年1月1日）。

終夜運転（しゅうやうんてん）とは、公共交通機関で深夜時間帯も含めて24時間運行を行い、駅や停留所などで停車し、旅客扱いを行うことを指す。終夜運行ともいう。
ただし、夜行列車・夜行バス・長距離の国際線航空便も深夜帯の運転をするがこの範疇には入れない場合が多い。

## 鉄道

### 欧米
ニューヨーク市地下鉄やマンチェスター空港への空港連絡鉄道など、アメリカ合衆国やヨーロッパの比較的規模の大きい都市の地下鉄などで行われているのが著名である。手法としては経営路線の多くが緩行線と急行線に分かれた複々線であるため、隔日で複線ごとに保線を行う方式で夜間の運行を確保している。
ロンドン地下鉄での終夜運転はナイトチューブと呼ばれている。深夜割増の制度はなく日中と同一料金である。ナイトチューブはラグビーワールドカップ2015に合わせて導入される予定であったが手当が少ないとして乗務員組合から反発を受け、導入が延期されていた。2017年9月現在、金曜日と土曜日の深夜から早朝にかけて5路線で運行されており、2020年には郊外を除くほぼ全線に導入される予定となっていた。

### 日本
鉄道の場合、最終列車運行後から始発列車運行までの時間は保線などの工事を行う時間であることや、その時間は大部分の住民は睡眠時間であることから、終夜運転実施には注意が払われている。
全国的に実施された終夜運転の例としては、後述する大晦日から元日にかけての運行を除けば、前述のFIFAワールドカップ時におけるJR在来線・私鉄・地下鉄各線がある。また、突発的な例としては2011年（平成23年）3月11日に東北地方太平洋沖地震（東日本大震災）が発生し、渋谷駅や新宿駅など東日本旅客鉄道（JR東日本）のターミナル駅で多数の帰宅困難者が発生した際、各地で滞留している帰宅困難者を救済するため、東京メトロなど一部の大手私鉄では、終夜運転が行われた。
大規模な鉄道運行麻痺時の終夜運転としては、1973年（昭和48年）4月24日の首都圏国電暴動発生時に、帝都高速度交通営団（営団、現・東京メトロ）が日本国有鉄道（国鉄、現・JR）の要請を受けて運行した例がある。
1980年代後半より1990年代前半のバブル景気期には、JR・大手私鉄に対して「社会的な要請」として終夜運転の要請がなされ、また東京の地下鉄でも、前述したニューヨーク市の例に倣って終夜運転をすべきという意見が出されたこともあったが、メンテナンスの時間を確保することや、地下鉄の複々線化が費用対効果上困難であることから実現しなかった。

#### 大晦日から元日にかけての終夜運転

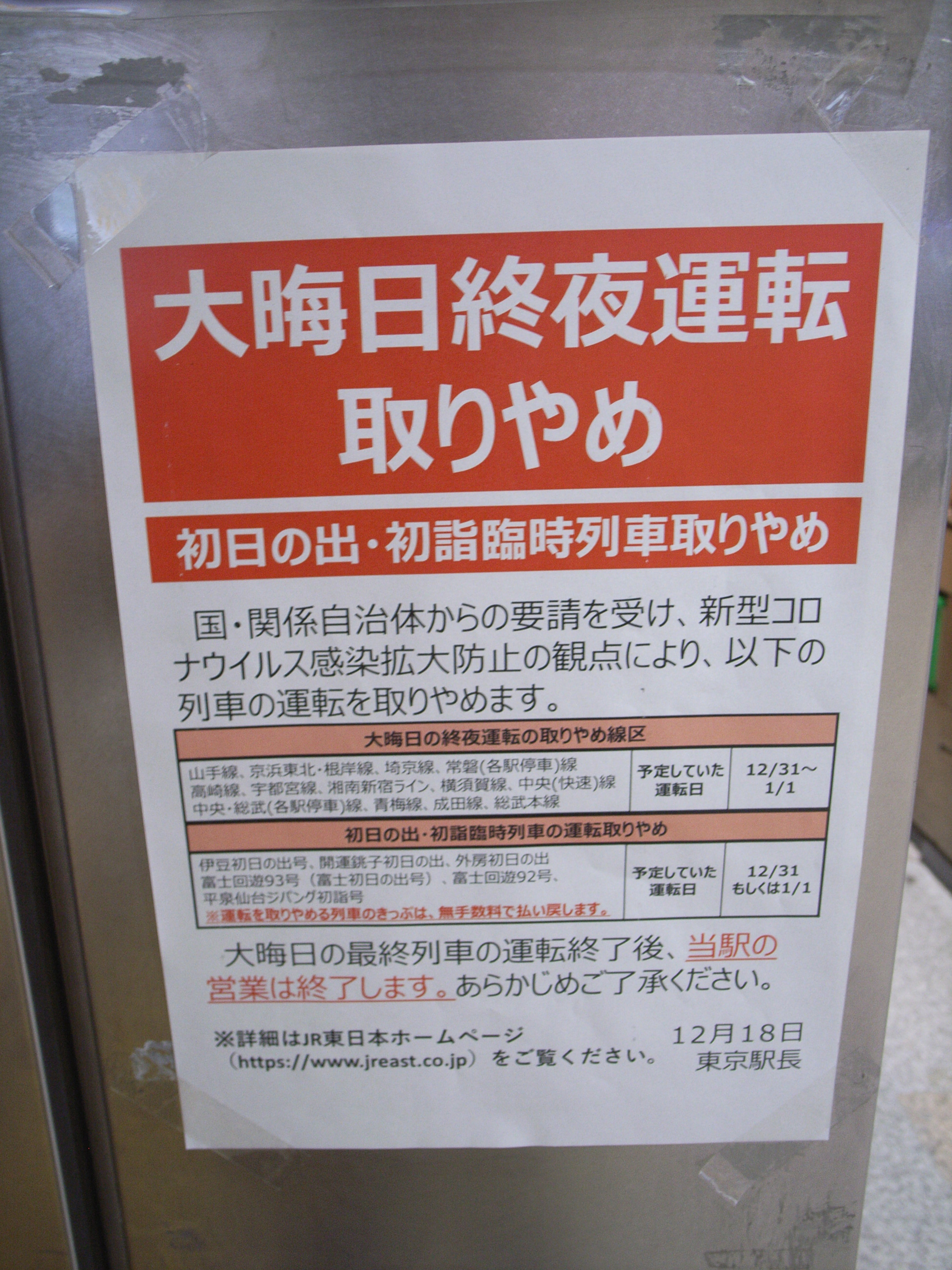
新型コロナウイルス感染症の影響により終夜運転の中止を告知するJR東日本

新型コロナウイルス感染症が拡大する前の2020年年初までは、社会的な習慣でもある初詣において、特に元日は大晦日の深夜から元旦にかけてでも鉄道利用による需要があったため、多くの鉄道会社で終夜運転が行われていた。特に首都圏・近畿圏・中京圏・福岡などの大都市圏を中心に実施された。なお多くの列車は、暦の上では新年の元日になった後の運行となるが、「大晦日の終夜運転」という表現を使用する事業者が多いため、この節で単に年を表記した場合は大晦日の年を基準とする。また「年度」と表現している場合もある。そもそも終夜運転は「終電を延長する扱い」であり、暦の上では元旦未明でも、運行日は大晦日扱いなので、この表現は間違いではない。
日本の鉄道では1902年（明治35年）の大晦日から初詣客を対象とした列車が運転されており、東京都交通局（都電）の前身である東京電車鉄道が新橋 - 上野・浅草間にて運行していた。なお、社名に「電気鉄道」とは書かれているが実際は馬車鉄道だったといわれている。
鉄道省では1921年から行われており、当時は山手線の全線のほか、京浜東北線（桜木町 - 上野間）と中央線（東京 - 中野間）の一部区間で実施された。1941年（昭和16年）に太平洋戦争が勃発すると、同年から終夜運転は行われなくなったが、終戦後の1946年（昭和21年）に連合国軍最高司令官総司令部（GHQ）の指示を受けて都電で再開、サンフランシスコ平和条約の発効に伴い日本の主権が回復した1952年には国鉄でも再開された。
大手私鉄では、1928年（昭和3年）から1929年（昭和4年）の年末年始にかけて実施した京成電鉄が最初の事例となり、以後急速に他社にも広まった。戦時体制下までに一旦大手私鉄全社で廃止されるも、1949年（昭和24年）の大晦日に同じく京成電鉄で復活した記録が残されている。1952年（昭和27年）の大晦日には京浜急行電鉄、小田急電鉄、東武鉄道でも終夜運転が復活した。特に小田急電鉄では一般列車に加え江ノ島方面を中心に特急「ニューイヤーエクスプレス」などを運行していたこともあった。その他、東京都交通局（都営地下鉄）では労働争議により一時期終夜運転を中止していたため、一部鉄道路線では終夜運転を行わない路線が終夜運転を行う路線に振替輸送を行う措置をとった。
なお、西日本での終夜運転開始の明確な時期は不明だが、近畿日本鉄道（近鉄）では戦前以来実施し、戦時体制下で一旦廃止されるも1952年（昭和27年）の大晦日に復活。伊勢神宮をはじめとした多くの寺社への初詣客が見込まれる路線を中心に、特急の終夜運転も実施されている。
しかし、1990年代後半以降は一部の鉄道事業者（大手私鉄では東急電鉄や西武鉄道、小田急電鉄など）では「需要が認めにくい」等の理由により終夜運転は行わず、最終列車の繰り下げ（午前2時頃まで）や始発列車の繰り上げ（午前4時頃から）などで対応するケースが増加していった。特に名古屋鉄道では2004年度の運行を最後に中止したほか、JR各社でも北海道旅客鉄道（JR北海道）と東海旅客鉄道（JR東海）では2014年度は終夜運転は行わず、以降も実施していない。そのほか実施していた事業者においても、利用者の減少や運行コストの増大などにより、本数の削減、あるいは実施路線や運行区間の縮小が行われている。
新型コロナウイルス感染症の拡大により、2020年の大晦日から2021年の元旦にかけては、感染拡大防止のためJRや私鉄各社の多くが大晦日の終電繰り下げ、終夜運転、元日の始発繰り上げなどを行わないことにした。当初は終夜運転ないし運転時間延長を行う予定だった東京メトロやJR東日本などの一部鉄道事業者も国土交通省や各知事から中止要請を受けたことを踏まえ、後日運転の取りやめを相次いで発表した。またこれと同じ理由で、関西のJR西日本や阪神電気鉄道などの私鉄各社も大晦日から元日の終夜運転を見送り、終電車の延長（元日3時ごろまで）のみを実施する予定になっていたが、コロナ感染拡大の影響からのちに延長運転も含めて完全中止になった。
2021年度以降は一部の鉄道事業者で延長運転を再開するなど対応が異なり、2022年度の例では、JR東日本の首都圏の一部区間（高崎線、宇都宮線、埼京線、湘南新宿ラインなど）を除き終夜運転を再開、沿線に大規模な神社や寺院がある京成（成田山など）、京王（高尾山など）、名古屋市営地下鉄（熱田神宮など）、近鉄（伊勢神宮など）、京阪（伏見稲荷大社など）などは一部区間の縮小や本数見直しなどを含めて終夜運転を再開したが、東急、小田急、JR西日本（一部除く）、南海は終夜運転はしないものの終電車の延長、ないしは早朝の始発電車の前倒しなどの臨時列車運行を行ったり、東京メトロ、都営地下鉄、東武、京急、相鉄、阪神、阪急などのように、延長・前倒しも含めた終夜運転は一切行わない事業者とに分かれている。これらは、新型コロナウイルス感染症による影響は基より、「利用者が少ないため」（東京メトロ）という理由で終夜運転や延長・繰り上げ運転を行わない事業者が増えていることも挙げられている。
JRグループが定めている旅客営業規則第155条には「入場後に有効期間を経過した当該使用乗車券は、途中下車をしないでそのまま旅行を継続する場合に限って、その券面に表示された着駅までは、これを使用することができる」と明記されている。これにより、終夜運転が行われている地域では途中下車をしなければ、12月31日限り有効の乗車券でも翌年1月1日0時以降も継続して乗車できることから、鉄道ファンの中にはこの制度を活用して、東京近郊区間の最長大回り乗車を行う者も存在する。

#### その他の日時での終夜運転
深夜や早朝に大規模な祭やイベントが開催されるとき、そのアクセスとして、通常は旅客列車が運行されない深夜・未明の時間帯に旅客列車が運行されることがある。ここでは終電繰り下げや始発繰り上げの範囲を超え、ほぼ一晩中旅客列車を運行する事例を取り上げる。
- JR東海の紀勢本線・関西本線、伊勢鉄道伊勢線（ただし深夜の伊勢鉄道線内駅での停車はなし）では、毎年8月17日の熊野大花火大会開催日から翌日未明にかけて、熊野市駅発の臨時列車を運行する[29]。
- JR九州・西鉄・福岡市交通局では、毎年7月15日の博多祇園山笠追い山開催日の未明に、博多駅（西鉄は西鉄福岡（天神）駅）着の臨時列車を運行する[30][31]。
- 毎年8月に岐阜県郡上市で開催される郡上おどり・白鳥おどり（翌朝まで踊り続ける徹夜おどり）にあわせ、長良川鉄道越美南線では深夜から早朝時間帯に臨時列車を運行した[32]。新型コロナウイルス感染症拡大以降の2020年代は、0時台から3時台の運行は実施していない[33]。
- 京阪電気鉄道鋼索線（石清水八幡宮参道ケーブル）では、石清水祭の9月14日から9月15日にかけて、終夜運転を実施している[34][35]。
- 1月2日早朝に行われる佐世保初売りに合わせて、松浦鉄道西九州線では2010年代初めまで1月1日から2日にかけて終夜運転を行っていたが、それ以降は行われていない[36][37]。2000年代半ばまではJR九州の佐世保線・大村線でも実施していた[38]。

### 台湾
台湾（台北）では、12月31日より1月1日にかけて、主に年越しのために台北101へのカウントダウンを目的としたものが知られている。

## 路線バス

### 日本
短・中距離の路線バス（高速バス・急行バス等を含む）においては、深夜帯には深夜バスを運行している事業者があるものの、鉄道と同じく需要が認めにくいことや、深夜勤務となる乗務員等へ25%増賃金（深夜手当て）を支出することを抑える理由で、終夜運転を実施していない事業者が多い。また、路線によってはバスターミナルやパークアンドライド用駐車場が24時間営業ではないことによる理由もある。
ただし、空港との行き来に用いられるリムジンバスの場合は、深夜・早朝の航空機との連絡目的で午前2 - 3時台に始発・終着となる便が設定されている場合もあり、運行時間の区分けが曖昧になっている。この場合、停留所には駐車場を備え、自家用車でのアクセスを想定しているのが普通である。さらには、2015年7月1日以降、コロナ禍となるまで関西国際空港と大阪駅を結ぶリムジンバスが深夜帯も1時間に1本運行した（現在も深夜帯の運行は休止中）。
一般の路線バスでは、神奈川中央交通や三重交通、京阪バスなどが毎年12月31日から翌年1月1日までにかけて終夜運転を行うことがある。神奈川中央交通では丹沢山地の大山が沿線にあり、初日の出目的の登山客や大山阿夫利神社への初詣客が非常に多いため、伊勢原駅および大山小学校（校庭臨時駐車場）より大山ケーブル駅までピストン運転を行う。三重交通では、伊勢神宮参拝客対応として、宇治山田駅と伊勢神宮外宮、五十鈴川駅と伊勢神宮内宮との間を結んでいる。京阪バスでも同様に成田山大阪別院明王院（成田山不動尊）が沿線に存在しているため、京阪香里園 - 成田山不動尊前間でピストン運転を行っている。近鉄バスは西信貴ケーブルに接続して信貴生駒スカイラインを通る高安山駅 - 信貴山門間で運行する。これらは前述の鉄道における初詣参拝客輸送と同じ理由である。
また、沿線に多数の初詣スポットを抱える京都市営バスでも、鉄道と接続するターミナルと特に参拝客の多い社寺を結ぶ3路線で例年終夜運行を実施している。
南海バス空港営業所の第二ターミナル連絡バスおよび国際貨物地区線では、毎日終夜運転を行っている。特に後者は深夜に出発する貨物便対応の兼ね合いから、1 - 3時台の真夜中においても20分間隔という比較的高頻度で運行されているのが特徴である。
2013年12月20日より東京都交通局は都営バスの終夜運転の試行を始めた。金曜深夜の渋谷 ‐ 六本木間で、深夜1 - 5時台において1時間10分間隔の運行となっていた。しかし、利用が1便あたり9人程度と低迷、赤字も2014年8月までに270万円に達したこと、推進した猪瀬直樹都知事が辞任し後任都知事の舛添要一はこれを見直すことにしたため、2014年10月31日深夜をもって廃止となった。

### 台湾
台湾では、台北 - 高雄間など幹線を中心に、高速バスを24時間運行している会社が多い。深夜帯は概ね1時間間隔で運行されている。日本と違い、昼間と同一料金となっている。ただし、実際は深夜帯は割引運賃にしている場合が多い。

## 船舶
船舶においては、短区間のフェリーを中心に終夜運転（終夜運航）が行われている事例がある。これは、航路が橋やトンネルの代替（いわゆる海上国道区間）となっている場合に多く見られ、乗客よりも大型トラックとそのドライバーが主な顧客となる。
日本では瀬戸内海を隔てた本州と四国を結ぶ航路や、津軽海峡を挟んだ本州と北海道を結ぶ青函航路で多く見られる。特に前者（宇高航路など）は、本州四国連絡橋の開通後も料金の安さと乗船中の仮眠が出来るメリットもあって人気が高かったが、2000年代終わり頃から高速道路の深夜割引などが充実し利用が減少している。公営では桜島と鹿児島港を結ぶ桜島フェリーが行っている。
また、宮島航路で大晦日から元日にかけて行われているように、就航地近辺の祭礼・イベントなどに合わせて終夜運航が行われる例も存在する。

## その他
タクシーの場合は、利用者の便を計るために終日運行されていることが多い。ただし、タクシーは定時ダイヤに則って運転されるものではないこともあり、終夜運転と称さない事例が多い。また、一定の条件で運転される乗合タクシーは終夜運転を行うことはない。法律上、22:00 - 5:00の勤務は深夜手当の対象になるため給与が25％加算される。その高価な人件費を補完するため、22:00 - 5:00（大阪府、福岡市など一部）にタクシーを利用した場合は料金が深夜・早朝割増として加算距離が通常よりも2割短くなる。
また飛行機でも過去に日本航空が東京国際空港（羽田空港） - 福岡空港（板付空港）間を大阪国際空港（伊丹空港）経由で結ぶ「ムーンライト便」という夜行便があったが、これも終夜運転とは言わない。日本の航空路線の場合、騒音問題からの空港の使用時間の制約や、鉄道や路線バスといった空港アクセス交通機関の運行時間の関係から、深夜や早朝時間帯の旅客便の運行は非常に少ない。
羽田空港、新千歳空港、中部国際空港、関西国際空港など24時間運用可能な空港を結ぶ路線では、午前2時台や3時台に発着する便もあるが、いずれも貨物便である。日本国外の事例では、騒音規制の緩い国の一部空港で、午前2時台や3時台に発着する旅客便もある。